# Tama Sumo
Tama Sumo (* im bayerischen Mühlhausen als Kerstin Egert) ist eine deutsche House- und Techno-DJ.
Sie studierte in Erlangen und kam im benachbarten Nürnberg bei Partys mit der Musikrichtung Acid House in Kontakt. 1990 zog sie nach Berlin und wurde neben ihrem Beruf im Personalmanagement DJ. Ihr erster Auftritt fand 1993 in der schwul-lesbischen Bar Drama in Kreuzberg statt. Ab 1994 bespielte sie den oberirdischen Floor Globus im Club Tresor. Ab 2001 folgten Auftritte im Ostgut und seit Beginn gehört sie zu den Residents des Technoclubs Berghain. 2009 mixte sie für deren Label Ostgut Ton die Kompilation Panorama Bar 02.
2015 trat die DJ außerdem auf dem Sziget auf, wo sie bei der LGBT-Veranstaltungsreihe „Magic Mirror“ auflegte.
Ihr erster Auftritt beim Boiler Room erregte Aufsehen, da sie aus Protest gegen sexistische und homophobe Kommentare zu ihrem Auftritt und in der elektronischen Musikszene ein gleichgeschlechtliches Kiss-in im Publikum veranstaltete.